# Pick-by-Robot
Pick-by-Robot (zu Deutsch etwa „Kommissionierung mittels Roboter“) ist eine Kommissionier-Technik zur Bereitstellung von Artikeln in einem Lager mit Hilfe von Automatisierungstechnik. Anstelle eines Lagermitarbeiters (Kommissionierer) übernimmt der Roboter sämtliche Tätigkeiten bei dem Zusammenstellen von Ware. Dieses System ermöglicht eine alternative oder ergänzende Nutzung zu herkömmlicher Kommissionierung.

## Funktion
Bei der Kommissionier-Technik Pick-by-Robot erfolgt die Bereitstellung von Artikeln aus einem Lager über automatische Fördertechnik an einen Kommissionierarbeitsplatz. An den jeweiligen Arbeitsplätzen werden die Artikel aus einem Quellbehälter durch den Roboter entnommen und in einen oder mehrere Zielbehälter gelegt. Hochleistungskameras am Roboter erkennen die gewünschten Artikel, welche aus dem Quellbehälter entnommen werden sollen.
Über verschiedene Algorithmen werden optimale Greif- oder Saugpunkte für die Artikel berechnet. Zusätzlich kommen Machine-Learning-Methoden zum Einsatz, um sämtliche Aufträge für das Aufnehmen und Abgeben artikelspezifisch zu optimieren und die Stammdatenpflege zu automatisieren. Optimierte Greifwerkzeuge sowie ein integrierter Werkzeugwechsler sorgen für umfangreiche Artikelspektren.
Aufgrund spezieller Packmuster-Algorithmen erfolgt eine optimale Befüllung der Zielbehälter.

## Potenziale für Unternehmen
Pick-by-Robot bietet die Möglichkeit, den Menschen bei monotonen und einfachen Kommissioniertätigkeiten zu entlasten; und das zuverlässig und ermüdungsfrei in einem 24/7/365 Kommissionierbetrieb. Flexibel und sukzessive nachrüstbar stellt Pick-by-Robot eine wirtschaftliche Alternative zur herkömmlichen Kommissionierung dar.